# Potion (canción)
«Potion» es una canción del disc jockey británico Calvin Harris, la cantautora albanobritánica Dua Lipa y el rapero estadounidense Young Thug del sexto álbum de estudio de Harris, Funk Wav Bounces Vol. 2 (2022). La canción fue escrita por Harris, Lipa, Young Thug, Jessie Reyez y Maneesh Bidaye, con la producción completada por Harris. Sony lo lanzó como sencillo principal del álbum para descarga y transmisión digital en varios países el 27 de mayo de 2022. La canción combina música dance, disco, EDM y pop para crear una atmósfera relajada, acompañada de instrumentación de estilo de los años 70. bongos, guitarras eléctricas y pianos. Su letra se centra en la esencia de una poción que promete una buena experiencia de verano.
"Potion" obtuvo una cálida recepción por parte de los críticos musicales por su música, producción y las interpretaciones vocales de Lipa y Young Thug. La canción alcanzó el puesto 16 en la lista de singles del Reino Unido y obtuvo una certificación de plata de la Industria Fonográfica Británica (BPI) en el Reino Unido. Alcanzó el puesto 31 en el Canadian Hot 100 y el número 71 en el Billboard Hot 100 de EE. UU., además de ingresar al top 50 en varios países, como Australia, Nueva Zelanda e Irlanda. El video musical psicodélico se estrenó en el canal de YouTube de Harris el 27 de mayo de 2022. Fue diseñado para combinar un espectáculo de luz líquida de la década de 1960 con un entorno contemporáneo y muestra el viaje de Lipa y Young Thug varados en una isla tropical en un océano púrpura.

## Antecedentes y composición
En abril de 2022, Harris anunció su próximo álbum de estudio Funk Wav Bounces Vol. 2 se lanzo a mediados de año, como continuación de su quinto álbum, Funk Wav Bounces Vol. 1 (2017). Harris hizo una vista previa del sencillo principal del álbum, "Potion", en la plataforma de redes sociales TikTok el 24 de mayo. En el avance, mostró el desarrollo del instrumental y una llamada FaceTime con Lipa, quien había aceptado contribuir con su voz. La canción fue lanzada para descarga digital y transmisión en varios países por Sony el 27 de mayo de 2022 como sencillo principal del sexto álbum de estudio de Harris, Funk Wav Bounces Vol. 2 (2022). Marcando la segunda colaboración de Harris y Lipa después del lanzamiento de "One Kiss" (2018), explicó: "Es un honor trabajar con Dua y Thug nuevamente [...] Ambos son artistas tan dinámicos que han contribuido tanto a El panorama musical actual."
La canción, coescrita por Harris, Lipa, Young Thug, Jessie Reyez y Maneesh Bidaye, es una mezcla relajada de dance, disco, EDM y pop con un instrumental inspirado en los años 70. Incluye sonidos de bongos, guitarra eléctrica y piano, mientras que su letra resalta una "poción" que captura la esencia de un verano perfecto. El gancho seductor de Lipa y el verso de Young Thug se combinan con ritmos retro y una producción cargada de groove.

## Video musical
El video oficial de «Potion», dirigido por Emil Nava, se estrenó el 27 de mayo de 2022. Presenta un estilo psicodélico inspirado en los espectáculos de luz líquida de los años 60 en un contexto moderno. Comienza con una isla tropical que pasa del atardecer al crepúsculo. Dua Lipa canta desde un auto vintage y baila en un pasillo iluminado con neones, mientras Young Thug actúa con una banda en un escenario rosa y rojo. El video cierra con Lipa apoyando su cabeza en el hombro de Calvin Harris. Los críticos destacaron su coherencia con el concepto de la canción y la apariencia "mágicamente sensual" de Lipa.

## Recepción crítica
«Potion» recibió críticas generalmente positivas. Muchos elogiaron la producción de Calvin Harris, las vocales de Dua Lipa y la contribución de Young Thug. Los críticos destacaron el ambiente sensual y veraniego de la canción, alineado con el estilo de Funk Wav Bounces. Billboard predijo que dominaría las listas de reproducción para fiestas, mientras que otros resaltaron su mezcla de disco, synth-pop e influencias lounge. Algunos la describieron como una canción perfecta para el verano, destacando la voz seductora de Lipa y el estilo de Thug. Sin embargo, algunos críticos opinaron que la canción carecía de impacto o la consideraron una de las más débiles de Lipa tras Future Nostalgia.

## Desempeño comercial
«Potion» alcanzó el puesto 16 en el UK Singles Chart, permaneciendo 12 semanas, y obtuvo certificación de plata por más de 200,000 unidades vendidas. En Australia y Nueva Zelanda, llegó a los puestos 32 y 35, respectivamente. En Canadá, alcanzó el puesto 31 en el Canadian Hot 100 y entró al top 50 en los rankings CHR/Top 40 y Hot AC. En Estados Unidos, llegó al puesto 71 en el Billboard Hot 100 y al top 40 en las listas Adult Top 40 y Mainstream Top 40. La canción llegó al top 10 en Croacia e Irlanda y al top 50 en varios otros países. A nivel global, alcanzó el puesto 30 en el Billboard Global 200, donde permaneció nueve semanas.

## Listas

### Listas semanales
| Listas (2022–2023)                    | Posición más alta |
| ------------------------------------- | ----------------- |
| Australia (ARIA)                      | 32                |
| Austria (Ö3 Austria Top 40)           | 59                |
| Bélgica (Valonia) (Ultratop 50)       | 28                |
| Canadá (Canadian Hot 100)             | 31                |
| Canadá (CHR/Top 40)                   | 35                |
| Canadá (Hot AC)                       | 45                |
| Croatia (HRT)                         | 3                 |
| República Checa (Rádio Top 100)       | 22                |
| Dinamarca (Tracklisten)               | 39                |
| Francia (SNEP)                        | 99                |
| Alemania (Offizielle Deutsche Charts) | 85                |
| Global 200 (Billboard)                | 30                |
| Greece (IFPI)                         | 15                |
| Hungría (Dance Top 40)                | 19                |
| Hungría (Rádiós Top 40)               | 36                |
| Iceland (Tónlistinn)                  | 34                |
| Irlanda (IRMA)                        | 9                 |
| Italia (FIMI)                         | 90                |
| Lithuania (AGATA)                     | 15                |
| Países Bajos (Dutch Top 40)           | 31                |
| Países Bajos (Mega Single Top 100)    | 45                |
| Nueva Zelanda (Recorded Music NZ)     | 35                |
| Noruega (VG-lista)                    | 28                |
| Portugal (AFP)                        | 62                |
| San Marino (SMRRTV Top 50)            | 26                |
| Eslovaquia (Rádio Top 100)            | 32                |
| Suecia (Sverigetopplistan)            | 40                |
| Suiza (Schweizer Hitparade)           | 31                |
| Reino Unido (UK Singles Chart)        | 16                |
| Estados Unidos (Billboard Hot 100)    | 71                |
| Estados Unidos (Adult Top 40)         | 31                |
| Estados Unidos (Mainstream Top 40)    | 23                |

|

### Listas de fin de año (2022)
| Chart (2022)                   | Position |
| ------------------------------ | -------- |
| Belgium (Ultratop 50 Wallonia) | 162      |
| Croatia (HRT)                  | 64       |
| Hungary (Dance Top 100)        | 86       |

| Chart (2023)           | Position |
| ---------------------- | -------- |
| Hungary (Dance Top 40) | 45       |

|}